# غرينفيل كينت
غرينفيل كينت (بالإنجليزية: Grenville Kent)‏ هو منتج أفلام أسترالي، ولد في 1965.